# Kiltuanjärvi
Kiltuanjärvi är en sjö i Finland. Den ligger i kommunen Sonkajärvi i landskapet Norra Savolax, i den centrala delen av landet, 400 km norr om huvudstaden Helsingfors. Kiltuanjärvi ligger 145,3 meter över havet. Den är 36,54 meter djup. Arean är 10,12 kvadratkilometer och strandlinjen är 43,82 kilometer lång. Sjön  ingår i Vuoksens huvudavrinningsområde.   Den sträcker sig 9,8 kilometer i nord-sydlig riktning, och 5,7 kilometer i öst-västlig riktning.
I övrigt finns följande i Kiltuanjärvi:
- Merkkuusaari (en ö)
- Kirvesluoto (en ö)
- Kärppäsaari (en ö)
- Tölppäsensaaret (en ö)
- Selkäsaaret (en ö)
- Kuivaniemi (en ö)
- Kalmasaari (en ö)
- Antinniemi (en ö)

I övrigt finns följande vid Kiltuanjärvi:
- Valtapuro (ett vattendrag)